# Sargodha
Sargodha (em urdu: سرگودھا) é uma cidade do Paquistão localizada na província de Panjabe.
Localiza-se nas margens do rio Jhelum e foi fundada em 1903 pelos britânicos.